# Nicolas Poussin
Nicolas Poussin, noto in Italia - soprattutto tra i contemporanei - anche come Niccolò Pussino o Nicola Pussino (Les Andelys, 15 giugno 1594 – Roma, 19 novembre 1665), è stato un pittore francese.
Di piena impostazione classica, nel suo lavoro sono caratteristiche predominanti chiarezza, logica e ordine. Fino a tutto il XX secolo fu il riferimento prevalente per artisti con orientamento classicista, come Jacques-Louis David, Jean-Auguste-Dominique Ingres e Nicolas-Pierre Loir.

## Biografia
Nato in una famiglia borghese nei pressi di Andelys, in Normandia, da Jean Poussin e Marie de Laisement, lasciò a diciotto anni la dimora familiare in seguito alla disapprovazione dei genitori per la scelta della carriera di pittore.
Seguirono diversi brevi soggiorni in atelier di pittori dove, però, era considerato un artista autodidatta, non avendo seguito corsi accademici d'arte. Si guadagnò da vivere, quindi, con qualche commissione; in particolare, assieme a Philippe de Champaigne lavorò alla decorazione del Palazzo del Lussemburgo.
Nel 1623 eseguì sei tavole sulla vita di Ignazio di Loyola per i gesuiti, e ciò gli procurò una certa fama. 
Arrivò in Italia nel 1624, sotto la protezione del cardinale Barberini, ricco collezionista e mecenate e, successivamente, incontrò Giambattista Marino, poeta alla corte dei Medici, che gli aprì le porte di ricche famiglie romane. Ma Poussin, che conduceva una vita molto regolare divisa fra lavoro e svaghi, non ottenne che piccoli incarichi. Realizzò comunque per la Basilica di San Pietro a Roma, il "Martirio di Sant'Erasmo" (1628-1629). Avido di conoscenze, Poussin studiò l'ottica, la geometria e la prospettiva. Fu gravemente malato e sposò la figlia di un pasticcere francese trasferito in Italia. Si fermò quindi a Roma.
Ripetutamente invitato a rientrare in Francia, accettò solo quando il suo amico più devoto, Paul Fréart de Chantelou, venne a cercarlo nel 1640. In patria fu ricevuto con grandi onori: Luigi XIII e Richelieu gli chiesero di assumere la supervisione dei lavori del Louvre; fu perciò nominato primo pittore del re e direttore generale degli abbellimenti dei palazzi reali.
Tuttavia la gelosia di Vouet (già primo pittore del re) e le piccole persecuzioni del clan degli amici di quest'ultimo limitarono molto il suo lavoro, sicché egli consegnò a Richelieu solamente qualche tavola, tra cui il "Trionfo della Verità", e gli accesero dentro il desiderio e il bisogno di ritrovare la propria famiglia; Poussin chiese quindi un congedo e ripartì per Roma nel 1642, con Gaspard Dughet e Lemaire, promettendo di tornare. La morte di Richelieu e quella di Luigi XIII lo indussero a considerare esauriti i propri impegni con la corte francese: non tornò più in Francia, ma non smise di lavorare per il proprio paese, dando con i suoi consigli un nuovo impulso alla sua scuola, cosa che lo farà comunque considerare il rinnovatore della pittura francese sotto Luigi XIV.
Tornato a Roma, poté applicarsi a numerose tavole mitologiche ("Orfeo ed Euridice", "Orione cieco", "I Pastori dell'Arcadia") e bibliche ("Le quattro stagioni") che gli assicurarono una fama europea.
Fu sepolto a Roma, nella Basilica di San Lorenzo in Lucina, in sconosciuta posizione. Il pittore infatti non volle in alcun modo lasciare memoria di sé, sia ordinando funerali modestissimi, sia disponendo di non avere alcuna visibile tomba. Questo vuoto, stridendo con la sua fama, generò una serie di tentativi di riparazione, tra i suoi estimatori romani e francesi, portando a progetti ed epitaffi progettati, ma che non ebbero mai seguito. Solo nel 1831 ebbe un cenotafio per volere di François-René de Chateaubriand, con busto e l'iscrizione «à Nicolas Poussin pour la gloire des arts et l'honneur de la France».
Poussin è uno dei protagonisti del racconto Il capolavoro sconosciuto di Honoré de Balzac.

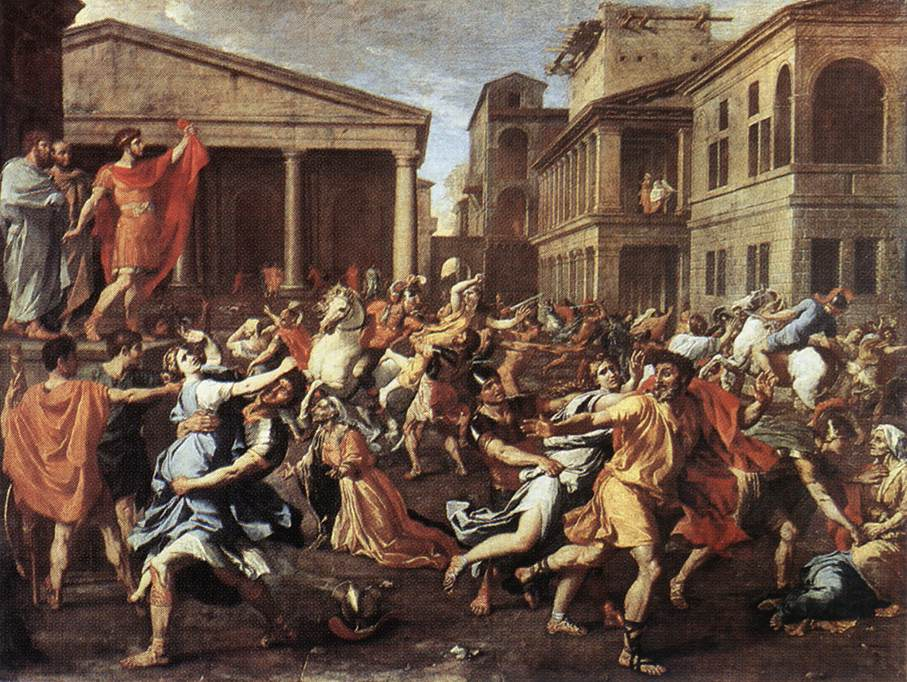
Il ratto delle Sabine (Parigi, Museo del Louvre).

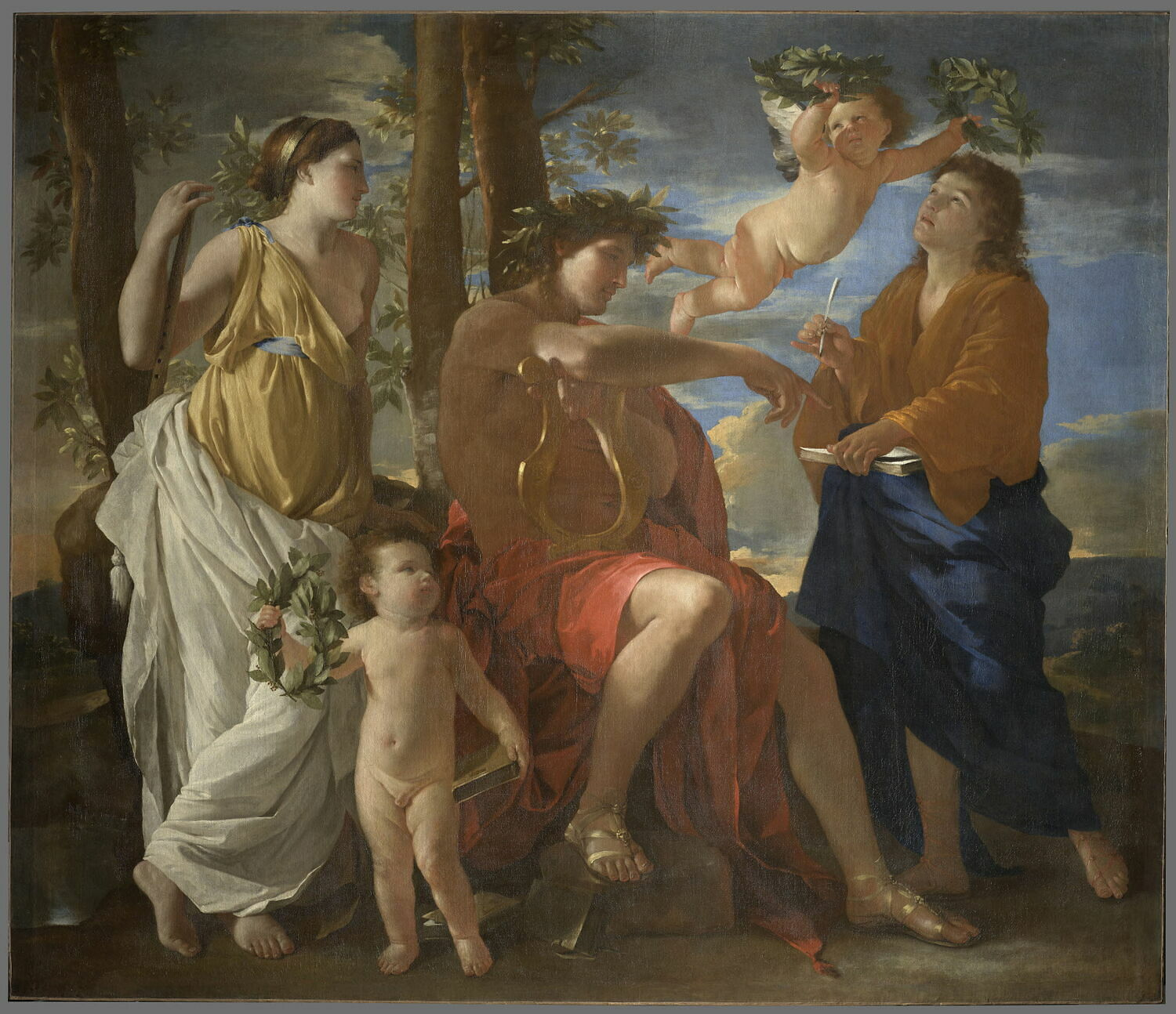
L'Ispirazione del Poeta (Louvre).

## Elenco delle opere
- La morte della Vergine (1623), Olio su tela, Chiesa di Saint-Pancrace, Sterrebeek (Zaventem).
- La battaglia di Giosuè contro gli Amaleciti (1624-1625), olio su tela, 98 x 134 cm, San Pietroburgo, Ermitage.
- Apollo e Dafne (1625), olio su tela, Monaco di Baviera, Alte Pinakothek.
- Rinaldo e Armida (1625 circa), olio su tela, 80 x 107, Londra, Dulwich Picture Gallery.
- La battaglia di Giosuè contro gli Amorriti (1625-1626), olio su tela, 97 x 134 cm, Museo Puškin, Mosca.
- Baccanale (1625-1626), olio su tela, 122 x 169 cm, Madrid, Museo del Prado.
- Baccanale di Putti I (1626), tempera su tela, 56 x 76 cm, Roma, Galleria Nazionale d'Arte Antica di Palazzo Barberini.
- Baccanale di Putti II (1626), tempera su tela, 74 x 84 cm, Roma, Galleria Nazionale d'Arte Antica di Palazzo Barberini.
- Il lamento di Venere su Adone (1626), olio su tela, Caen, Musée des Beaux-Arts.
- Venere e Adone, 1626, Montpellier, Museo Fabre.
- L'ispirazione del poeta lirico (1627 circa), olio su tela, 94 x 70 cm, Hannover, Niedersächsisches Landesmuseum.
- Scena bacchica (1627 circa), olio su tela, 96 x 75 cm, Kassel, Staatliche Kunstsammlungen.
- Et in Arcadia Ego I (1627-1628), olio su tela, 101 x 82 cm, Bakewell, Devonshire Collection.
- Il trionfo di Flora (1627-1628), olio su tela, 165 x 241 cm, Musée du Louvre, Parigi.
- La morte di Germanico (1628), olio su tela, Minneapolis, Institute of Art.
- Martirio di Sant'Erasmo (1628), olio su tela, 320 x 186 cm, Città del Vaticano, Pinacoteca vaticana.
- Il massacro degli innocenti (1628), olio su tela, 97 x 132 cm, Parigi, Petit Palais.
- Lamento sul corpo di Cristo (1628-1629), olio su tela, 101 x 145 cm, Monaco di Baviera, Alte Pinakothek.
- Baccanale degli Andrii (1628-1630), olio su tela, 121 x 175 cm, Parigi, Museo del Louvre.
- Eco e Narciso (1628-1630), olio su tela, 74 x 100 cm, Parigi, Museo del Louvre.
- Mida e Bacco (1629-1630), olio su tela, 98 x 130 cm, Monaco di Baviera, Alte Pinakothek.
- Apparizione della Vergine a san Giacomo il Maggiore, 1629-1630, Parigi, Museo del Louvre.
- L'ispirazione del Poeta (1630 circa), olio su tela, 180 x 213 cm, Parigi, Museo del Louvre.
- Aci e Galatea (1630 circa), olio su tela, Dublino, National Gallery of Ireland.
- Selene ed Endimione (1630 circa), olio su tela, 122 x 169 cm, Detroit, Institute of Arts.
- Il trionfo di Davide (1630 circa), olio su tela, 100 x 130 cm, Madrid, Museo del Prado.
- Scena bacchica (1630-1631), olio su tela, 74 x 60 cm, Madrid, Museo del Prado.
- Peste di Azoth (1630-1631), olio su tela, 148 x 198 cm, Parigi, Museo del Louvre.
- Assunzione della Vergine (1630-1632), olio su tela, 134 x 98 cm, Washington, National Gallery of Art.
- L'infanzia di Bacco (1630-1635), olio su tela, 97 x 136 cm, Parigi, Museo del Louvre.
- Il regno di Flora (1631), olio su tela, 131 x 182 cm, Dresda, Gemäldegalerie Alte Meister.
- Tancredi ed Erminia (1631 circa), olio su tela, 98 x 147 cm, San Pietroburgo, Ermitage.
- La strage degli Innocenti (1631-1632), olio su tela, 148 x 175 cm, Chantilly, Musée Condé.
- Baccanale davanti a una statua di Pan (1631-1633 circa), olio su tela, 100 x 142,5 cm, Londra, National Gallery.
- Adorazione dei Magi (1633), olio su tela, 160 x 182 cm, Dresda, Gemäldegalerie Alte Meister.
- Adorazione dei pastori (1633-1634), olio su tela, 97,2 x 74 cm, Londra, National Gallery.
- Il trionfo di Nettuno (1634), olio su tela, 114,5 x 146,6 cm, Filadelfia, Museum of Art.
- L'Adorazione del Vitello d'oro (1634 circa), olio su tela, 154 x 214 cm, Londra, National Gallery.
- Salvataggio del giovane re Pirro (1634), olio su tela, 116 x 160 cm, Parigi, Museo del Louvre.
- Gli Ebrei attraversano il mar Rosso (1634), olio su tela, 156 x 215 cm, Melbourne, National Gallery of Victoria.
- Tancredi ed Erminia (1634 circa), olio su tela, 75 x 100 cm, Birmingham, Barber Institute of Fine Arts.
- Il ratto delle Sabine (1634-1635), olio su tela, 154,6 x 209,9 cm, New York, Metropolitan Museum of Art.
- Giovanni Battista battezza le folle (1635 circa), olio su tela, 94 x 120 cm, Parigi, Museo del Louvre.
- Teseo scopre la spada di suo padre (1635 circa), olio su tela, 98 x 134 cm, Chantilly, Musée Condé.
- Santa Cecilia (1635 circa), olio su tela, 118 x 89 cm, Madrid, Museo del Prado.
- Elio e Fetonte con Saturno e le quattro Stagioni (1635 circa), olio su tela, 122 x 153 cm, Berlino, Staatliche Museen.
- Il trionfo di Bacco (1635-1636), olio su tela, 128 x 151 cm, Kansas City, Nelson-Atkins Museum of Art.
- L'infanzia di Giove (1635-1637), olio su tela, 95 x 118 cm, Londra, Dulwich Picture Gallery.
- Il trionfo di Pan (1636), olio su tela, 134 x 145 cm, Londra, National Gallery.
- I sette sacramenti: l'ordinazione (1636-1640), olio su tela, 96 x 121 cm, Belvoir Castle, collezione del Duca di Rutland.
- Paesaggio con san Gerolamo (1637 circa), olio su tela, 155 x 234 cm, Madrid, Museo del Prado.
- Il rapimento di Rinaldo (1637), olio su tela, 116 x 146 cm, Berlino, Staatliche Museen.
- La distruzione del tempio di Gerusalemme (1637), olio su tela, 147 x 198 cm, Vienna, Kunsthistorisches Museum.
- Pan e Siringa (1637-1638), olio su tela, 106 x 82 cm, Dresda, Gemäldegalerie Alte Meister.
- Il ratto delle Sabine (1637-1638), Olio su tela, 159 x 206 cm, Parigi, Museo del Louvre.
- Gli Ebrei raccolgono la manna nel deserto (1637-1639), olio su tela, Parigi, Museo del Louvre.
- I pastori dell'Arcadia - Et in Arcadia ego (1637-1639), olio su tela, 185 x 121 cm, Parigi, Museo del Louvre.
- Il piccolo Giove allattato dalla capra Amaltea (1638 circa), olio su tela, 97 x 133 cm, Berlino, Staatliche Museen.
- Ballo alla musica del Tempo (1638 circa), olio su tela, 83 x 104 cm, Londra, Wallace Collection.
- Il ritrovamento di Mosè (1638), olio su tela, 94 x 121 cm, Parigi, Museo del Louvre.
- Venere presenta le armi ad Enea (1639), olio su tela, 105 x 142 cm, Rouen, Musée des Beaux-Arts.
- I sette sacramenti: l'estrema unzione (1639 circa), olio su tela, 96 x 121 cm, Londra, National Gallery.
- Paesaggio con Giovanni Evangelista a Patmos, (1640), olio su tela, 100,3 × 136,4 cm, Chicago, Art Institute.
- Cristo e l'adultera (1640), olio su tela, Parigi, Museo del Louvre.
- L'istituzione dell'eucaristia (1640), olio su tela, 325 x 250 cm, Parigi, Museo del Louvre.
- I sette sacramenti: il battesimo (1641-1642), olio su tela, 96 x 121 cm, Washington, National Gallery of Art.
- Il miracolo di san Francesco Saverio (1641-1642), olio su tela, 444 x 234 cm, Parigi, Museo del Louvre.
- Paesaggio con san Matteo e l'angelo (1645 circa), olio su tela, 99 x 135 cm, Berlino, Staatliche Museen.
- Crocifissione (1645-1646), olio su tela, 148 x 218 cm, Hartford, Wadsworth Atheneum.
- Paesaggio ideale (1645-1650), olio su tela, 120 x 187 cm, Madrid, Museo del Prado.
- Paesaggio con Diogene (1647 circa), olio su tela, 160 x 221 cm, Parigi, Museo del Louvre.
- Il ritrovamento di Mosè (1647), olio su tela, 120 x 195 cm, Parigi, Museo del Louvre.
- I sette sacramenti: l'ordinazione (1647), olio su tela, 117 x 178 cm, Edimburgo, National Gallery of Scotland.
- Paesaggio con Polifemo (1648), olio su tela, 150 x 199 cm, San Pietroburgo, Ermitage.
- Paesaggio con un uomo ucciso da un serpente (1648), olio su tela, 119,4 x 198,8 cm, Londra, National Gallery.
- Sacra Famiglia sulle scale (1648), olio su tela, 73 x 106 cm, Cleveland, Museum of Art.
- Sacra Famiglia sulle scale (1648), olio su tela, 69 x 98 cm, Washington, National Gallery of Art.
- Paesaggio con Orfeo ed Euridice (1648), olio su tela, 124 x 200 cm, Parigi, Museo del Louvre.
- Paesaggio con i funerali di Focione (1648), olio su tela, 114 x 175 cm, Cardiff, National Museum of Wales.
- Le ceneri di Focione raccolte dalla vedova (1648), olio su tela, 116 x 176 cm, Liverpool, Walker Art Gallery.
- Rebecca al pozzo (1648 circa), olio su tela, 118 x 99 cm, Parigi, Museo del Louvre.
- Strada romana (1648), olio su tela, 78 x 99 cm, Londra, Dulwich Picture Gallery
- Autoritratto (1649), olio su tela, 78 x 65 cm, Berlino, Staatliche Museen.
- Il giudizio di Salomone (1649), olio su tela, 101 x 150 cm, Parigi, Museo del Louvre.
- L'estasi di san Paolo (1649-1650), olio su tela, 148 x 120 cm, Parigi, Museo del Louvre.
- Guarigione del cieco (1650), olio su tela, 119 x 176 cm, Parigi, Museo del Louvre.
- Le ninfe nutrono Giove bambino (1650 circa), olio su tela, 117 x 155 cm, Washington, National Gallery of Art.
- L'assunzione della Vergine (1650), olio su tela, 57 x 40 cm, Parigi, Museo del Louvre.
- Autoritratto (1650), olio su tela, 98 x 74 cm, Parigi, Museo del Louvre.
- Paesaggio in tempesta con Piramo e Tisbe (1651), olio su tela, 192,5 x 273,5 cm, Francoforte, Städelsches Kunstinstitut.
- Il ritrovamento di Mosè (1651), olio su tela, 116 x 178 cm, Londra, National Gallery.
- Il testamento di Eudamida (1653 circa), olio su tela, 111 x 139 cm, Copenaghen, Statens Museum for Kunst.
- Mosè abbandonato alle acque (1654), Olio su tela, 105 x 204 cm, Oxford, Ashmolean Museum.
- La Sacra Famiglia con sant'Elisabetta e Giovanni Battista (1655 circa), olio su tela, 172 x 134 cm, San Pietroburgo, Ermitage.
- La Sacra Famiglia in Egitto (1655-1657), olio su tela, 105 x 145 cm, San Pietroburgo, Ermitage.
- Annunciazione (1657), olio su tela, 106 x 104 cm, Londra, National Gallery.
- Agar e l'angelo (1660 circa), olio su tela, 100 x 75 cm, Roma, Galleria Nazionale d'Arte Antica.
- Paesaggio con Diana e Orione (1660-1664), olio su tela, 119 x 183 cm, New York, Metropolitan Museum of Art.
- Estate (Rut e Boaz) (1660-1664), olio su tela, 118 x 160 cm, Parigi, Museo del Louvre.
- Autunno (1660-1664), olio su tela, 118 x 160 cm, Parigi, Museo del Louvre.
- Inverno o il diluvio (1660-1664), olio su tela, 118 x 160 cm, Parigi, Museo del Louvre.
- Apollo e Dafne (1664), olio su tela, 155 x 200 cm, Parigi, Museo del Louvre.
- Pasce oves meas (secondo quarto del XVII secolo), olio su tela, Lecce, Museo diocesano d'arte sacra.